# Graziella Pareto
Engràcia Pareto Homs, más conocida como Graziella Pareto (Barcelona, 6 de mayo de 1889-Roma, 1 de septiembre de 1973) fue una de las sopranos españolas más importantes del periodo de entreguerras. Es considerada una de las soprano de coloratura más importantes de la Escuela Española de principios del siglo XX, junto a María Barrientos, María Galvany y Mercedes Capsir.

## Biografía
Pareto era hija de Angels Homs i Buqueras, cantante de zarzuela (que grabó algunos discos), su padre era dueño de una fábrica. Su apellido, Pareto, parece ser de origen italiano y posiblemente genovés. A los nueve años Graciela, como la llamaban entonces, fue llevada a escuchar a su compatriota, la quinceañera María Barrientos, en Dinorah, y la despidieron con el deseo de ser cantante. Estudió durante algunos años con una dama llamada Caridad Hernández y en Milán con Melchior Vidal.
La elección del tenor Melchior Vidal fue acertada: entre sus otras alumnas se encontraban Rosina Storchio, Lucrezia Bori, Esperanza Clasenti, Elvira de Hidalgo (quien más tiempo ha permanecido en la memoria popular por haber enseñado a María Callas), y Mercedes Llopart, quienes enseñaron a Elena Suliotis, Renata Scotto, Fiorenza Cossotto, Ivo Vinco y Alfredo Kraus.
En abril de 1909, en MIlán, Pareto se casó con el pianista, compositor y profesor de canto Gabriele Sibella (1877-1925?), nombre real Alfonso Giacomo Sibella, a quien había conocido en el estudio de Vidal.
En diciembre de 1926, la viuda Pareto se casó con su segundo marido, el doctor Fernando Arena, en Asís, y claramente podría haber sido la causa de su jubilación anticipada mientras aún estaba en la cima, ya que su siguiente actuación, aparte de conciertos ocasionales, fue La traviata en Zúrich el 30 de mayo de 1931,  seguido de un espectacular cierre de su carrera escénica en el Festival de Salzburgo de 1931 con Don Pasquale.
Se retiró en 1927 y murió en Roma.

## Trayectoria
Hizo su debut el 8 de mayo de 1906, en el Liceo de Barcelona, cantando con 17 años, la Micaela de Carmen, de Bizet. Antes de su segundo compromiso operístico, en el Teatro Real de Madrid el 25 de diciembre de 1907, con el tenor Umberto Macnez y el bajo Francesco Navarini en el reparto, seguidos de Lucia di Lammermoor y Rigoletto (con Giuseppe Anselmi, Titta Ruffo y Navarini), la sucursal de Gramophone and Typewriter Co., de MIlán,  contrató a Pareto (el 25 de septiembre de 1907) para hacer discos de celebridades con etiqueta roja!. Después, hizo su debut italiano, 8 de febrero de 1908 en el Teatro Regio de Parma, como Amina en La sonámbula, uno de sus mejores papeles.
A los veintiún años ya cantaba con las estrellas de ópera más importantes de su tiempo. Paso a paso conquistó los principales teatros de ópera de España e Italia, realizó giras por todo el mundo y nunca tuvo que actuar en teatros menos importantes. 
Actuó en La Scala de MIlán, como Gilda, en 1914 y realizó su debut en Londres el 12 de mayo de 1920 en Les pêcheurs de perles, dirigida por Sir Thomas Beecham.
Actuó en París, Londres, Viena y San Petersburgo, y tuvo una larga relación con el Teatro Colón de Buenos Aires, donde cantó del 1909 al 1927, actuando también en Chicago en 1921. Sus mejores papeles incluyeron Rosina, Norina, Lucía, Julieta, Ofelia, Leila y Lakmé.
Aparte de algunos conciertos en Siena (22 de noviembre de 1931) y Florencia (21 de mayo de 1935), su voz no se escuchó más, excepto en sus excelentes discos fonográficos.

## Premios y reconocimientos
En Barcelona, hay una calle con su nombre. 